# Rômulo dos Santos de Souza
Rômulo dos Santos de Souza, mais conhecido como Rômulo (Campo Grande, 28 de abril de 1995), é um futebolista brasileiro que atua como atacante. Atualmente está na Chapecoense.

## Carreira
Iniciou sua carreira futebolística na base do Avaí. Rômulo profissionalizou-se em 2014, jogando como atleta do próprio Avaí. Nas três temporadas que esteve no Avaí, atuou em 240 partidas marcando 45 gols.
Em 2018, Rômulo recebeu o troféu de artilheiro da Copa do Brasil de 2018 ao lado de Gabigol do Santos e Neilton Mestzk do Vitória, com 4 gols cada um.

## Artilharias
Avaí
- Copa do Brasil: 2018 – 4 gols[2]